# 카트마이 국립공원

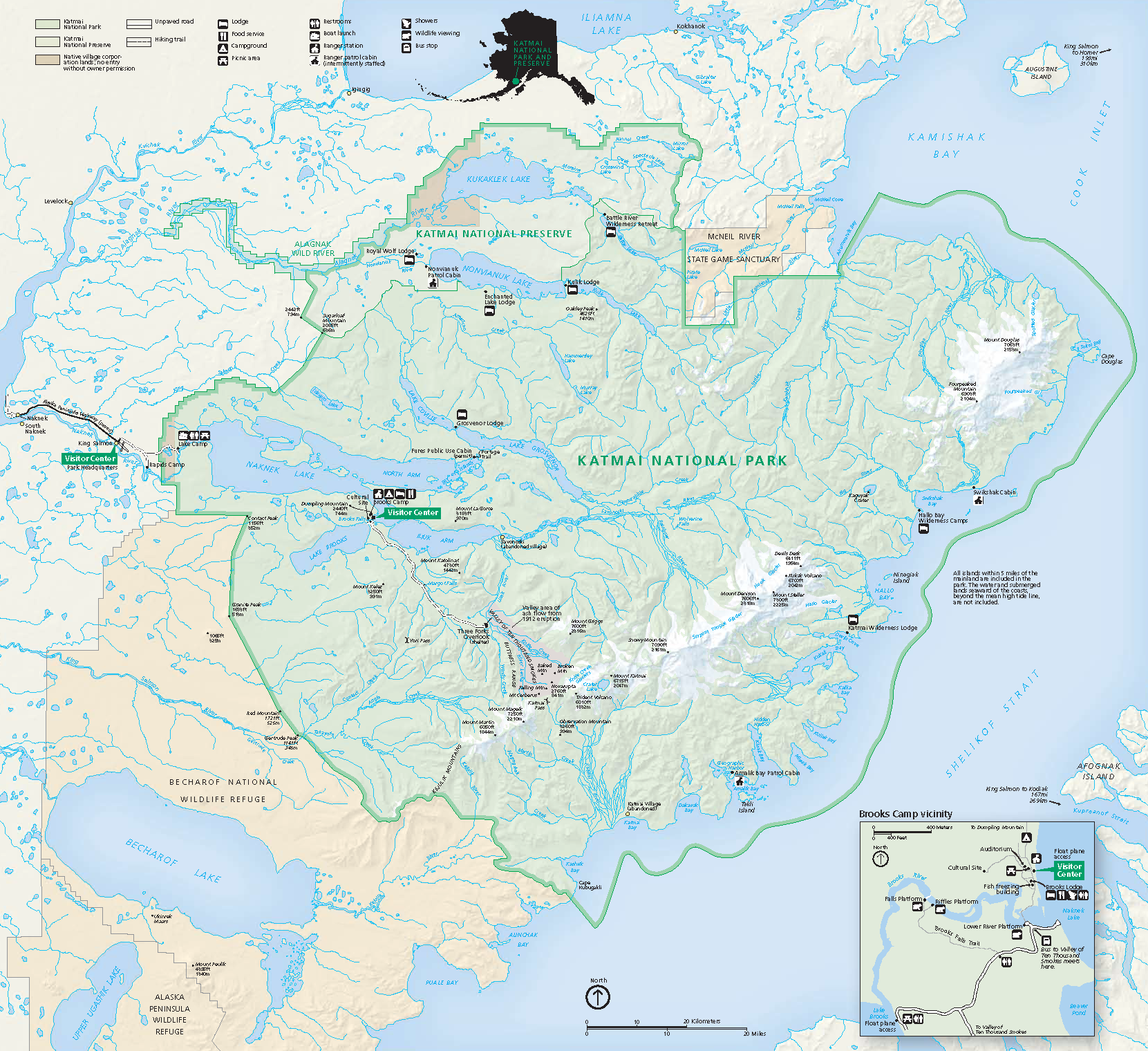
카트마이 국립공원 지도

카트마이 국립공원(영어: Katmai National Park and Preserve)은 알래스카 남부에 위치한 미국의 국립공원이다. 일만개의 연기 계곡(Valley of Ten Thousand Smokes)과 불곰으로 유명하다. 공원이 넓이는 19,122 평방킬로미터인데, 공원의 대부분에 해당하는 13,696 평방킬로미터가 자연 보호구역으로 지정되어 있다. 공원의 이름은 공원 내에 위치한 성층 화산인 카트마이 산의 이름을 따서 명명되었다. 2006년 기준 연간 방문자는 68,630명이다.

## 역사
1980년 12월 2일에 지정된 이 국립공원은 코디액섬의 맞은편에 위치해 있다. 본부는 킹 새먼(King Salmon) 주변에 위치해 있다. 본디 이 지역은 1918년 9월 24일, 1912년에 있었던 노바룹타산의 분화로 생성된 특이한 지형들을 보호하기 위해 국립공원으로 지정되었다. 이 분화로 일만개의 연기 계곡이 생겼으며, 넓이가 100km2, 깊이 100~700 피트에 달했다. 일만여개의 연기 계곡이라는 명칭은 골짜기 곳곳에서 분출물로 인한 증기가 계속 뿜어나온 것에서 유래하였다.

## 환경
카트마이 국립공원에는 곰, 연어, 수달, 고래, 북극땅다람쥐, 비버 등이 서식하는 것으로 잘 알려져 있다. 세계 최다의 불곰이 보호되고 있으며, 그 수가 2,000여 마리로 추정되고 있다. 곰은 브룩스 폭포 근방에 잘 모이며, 그 곳에 곰 관찰용 전망대가 위치해 있다.

## 화랑

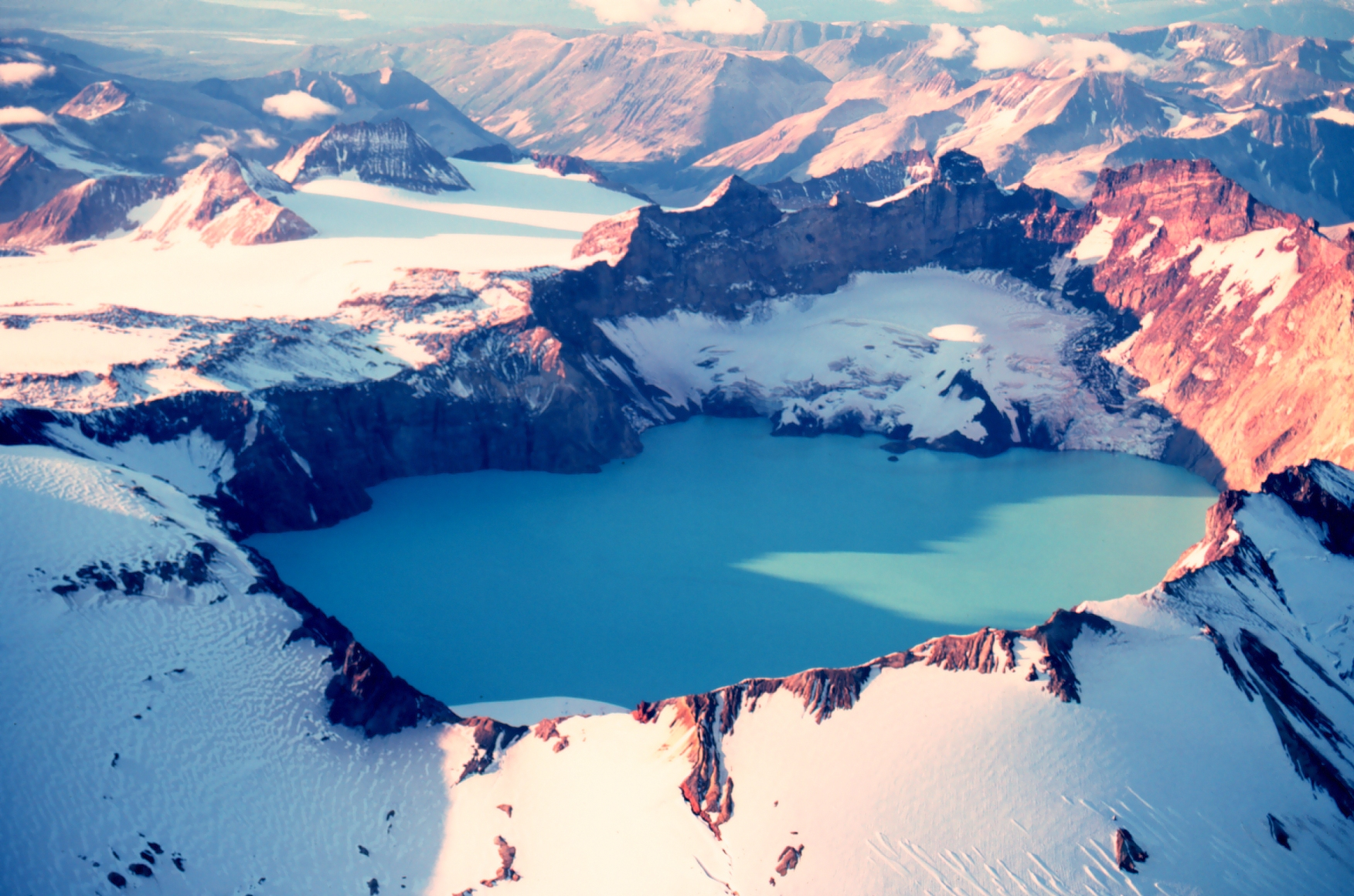
카트마이 산과 분화구
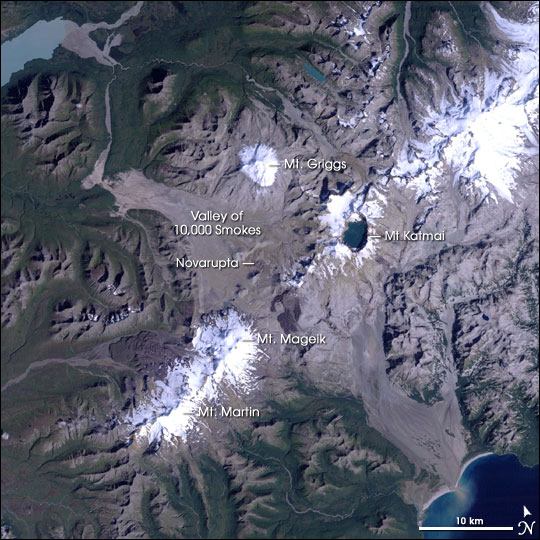
일만개의 연기 계곡과 그 주변지역의 위성사진
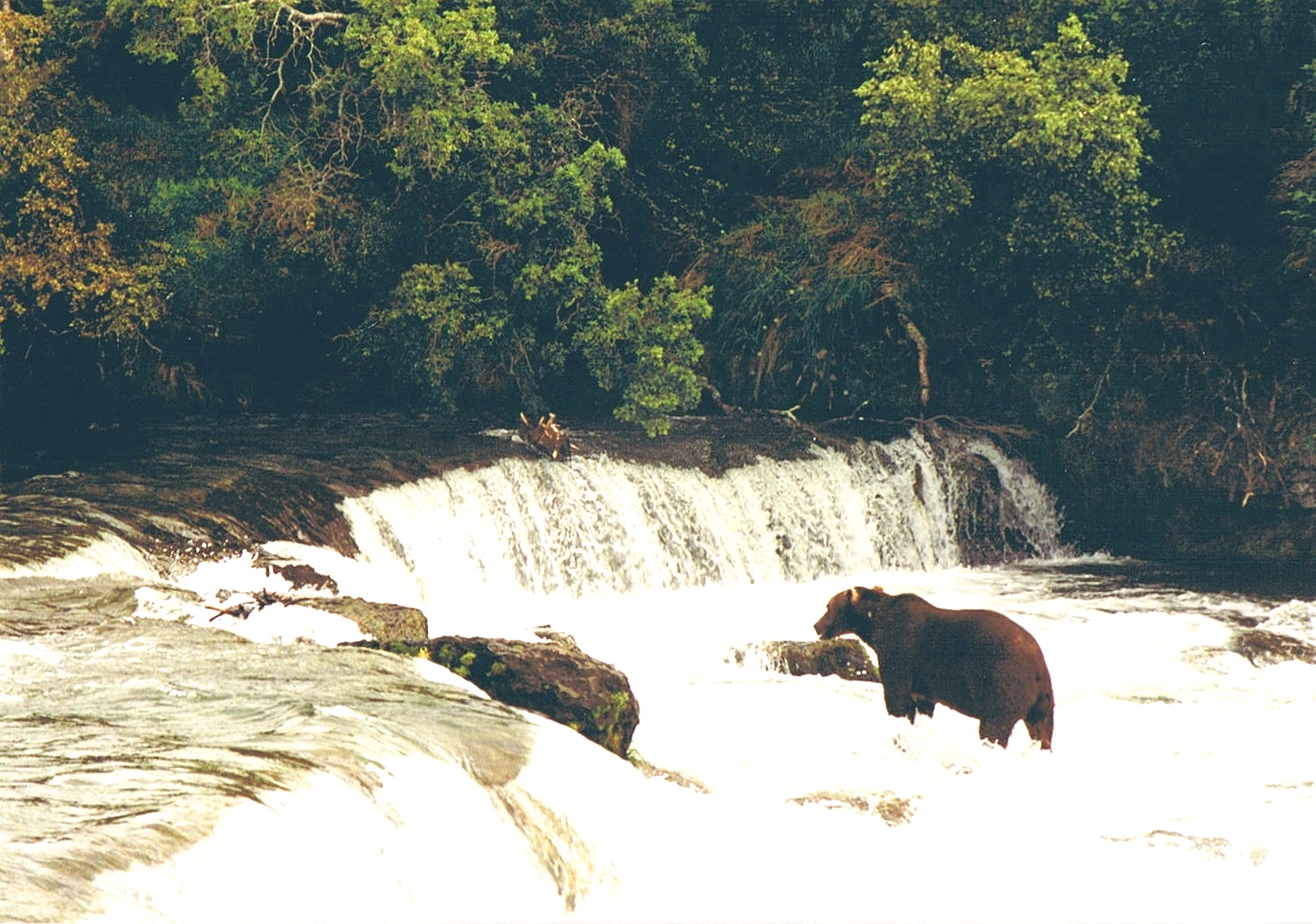
브룩스 폭포의 불곰
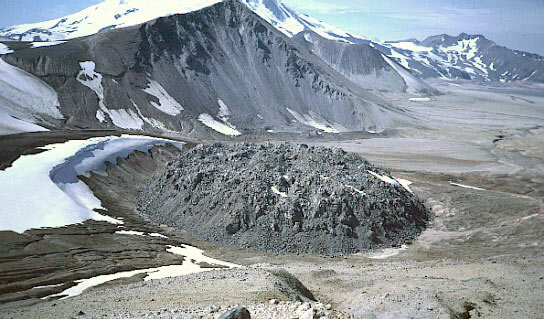
노바룹타산의 용암 돔
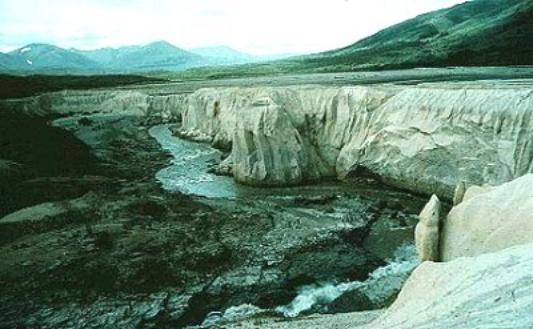
일만개의 연기 계곡과 화산쇄설류 퇴적물

## 같이 보기
- 미국의 국립공원
- 티머시 트레드웰